# 児玉町旧配水塔

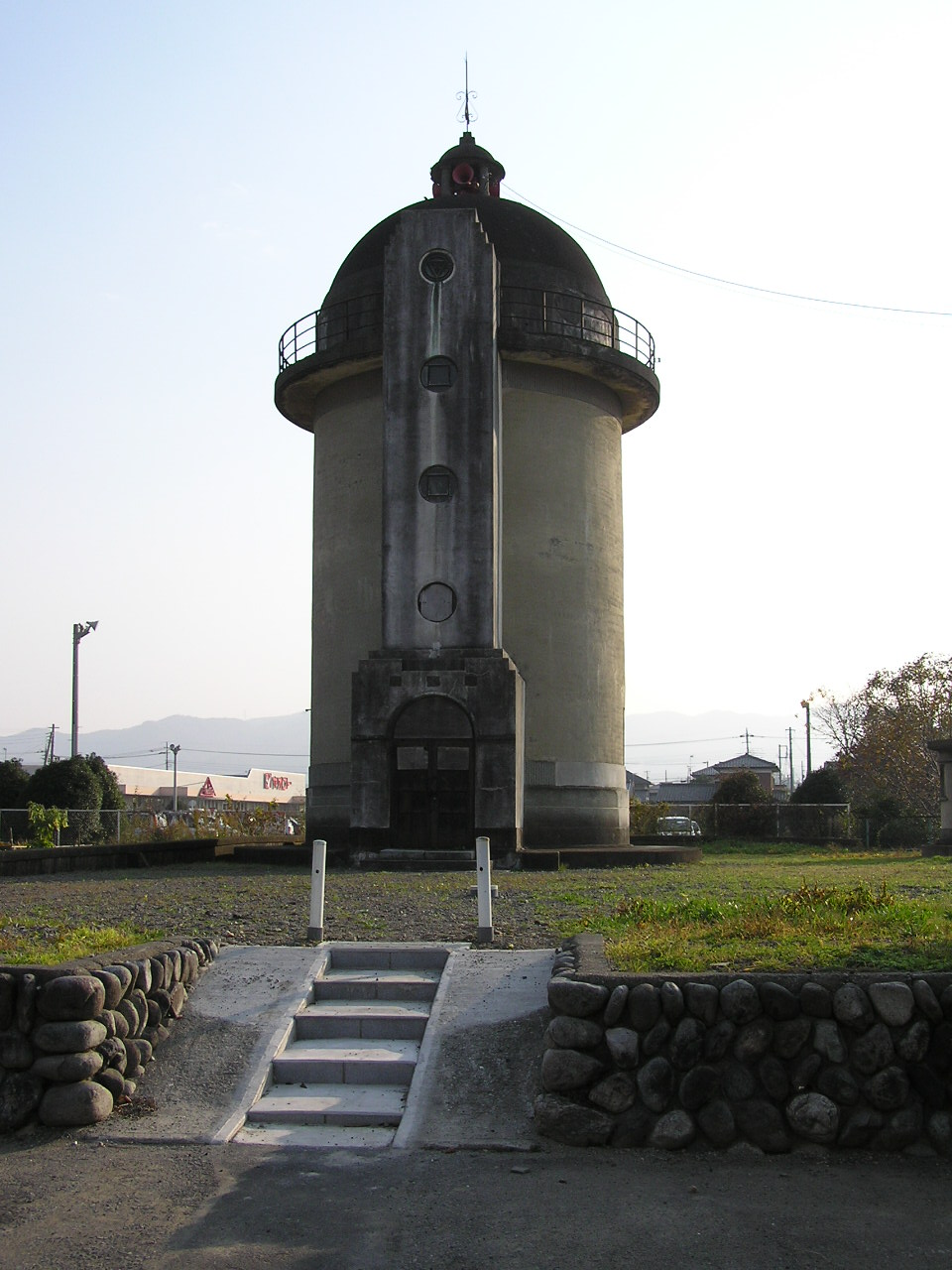
児玉町旧配水塔（2005年11月27日撮影）

児玉町旧配水塔（こだままちきゅうはいすいとう）は、埼玉県本庄市児玉町児玉にある建築物。国の登録有形文化財に登録されており、本庄市が所有・管理している（塔内部は非公開）。

## 概要
日本の給水塔（配水塔）は、駒沢給水所など国内で20基確認されているが、児玉町配水塔は全国で7番目、埼玉県内では3番目に建設されたものである。同塔は1928年（昭和3年）から1934年（昭和9年）にかけて、当時5000の人口を抱えていた児玉町（現・本庄市）が実施した水道施設工事事業の一環として、埼玉県の技手を務めていた宮原雄次郎による設計の下で建設され、1931年（昭和6年）に竣工した。塔は高さ17.5mのRC造、外壁はモルタル塗で入口と階段室が正面に突き出した格好をしており、塔内部は下層に揚水用ポンプ室を、上層にドーム形天井の筒形高架水槽を有する構造で、現役当時は自然流下方式により児玉町域へ水道水を一日最大500m3供給していた。同塔は、高圧ポンプでの配水が普及したことにより1955年（昭和30年）に配水塔としての役目を終え、現在は時報塔として使用されている。
2000年（平成12年）10月18日に国の登録有形文化財となり、2014年（平成24年）には老朽化から建物を保存するために大規模な改修工事が行われ、前扉や手すり、窓枠などが水色（竣工当時の彩色）に塗り直されたりした。

## 所在地
- 埼玉県本庄市児玉町児玉323-2[1]